# Alfonso Dulanto Rencoret
José Alfonso Dulanto Rencoret (Viña del Mar, 4 de diciembre de 1943-23 de enero de 2025) fue un ingeniero civil industrial y empresario chileno, ministro de Minería del gobierno del presidente Ricardo Lagos, desde 2002 hasta 2006.

## Estudios
Realizó sus estudios primarios y secundarios en el Saint George's College de Santiago. Después estudió ingeniería civil industrial en la Pontificia Universidad Católica de Chile, titulándose en 1969.
Una vez egresado, y gracias a una beca del British Council, residió dos años en Londres, Inglaterra.
Estaba casado con Carolina Torres Pascal, su segunda esposa, y tenía cinco hijas.

## Trayectoria profesional
Trabajó en minería desde el año 1972, cuando laboró en la estatal Codelco. Luego realizaría algunos proyectos empresariales relacionados con el rubro, a partir del año 1980, en sociedad con Alejandro Noemi (presidente ejecutivo de Codelco en la década de 1990).
En 1995, Dulanto y la familia Callejas -socios en Refimet- vendieron la fundición Altonorte a Noranda.
Independiente pro-Democracia Cristiana (DC), en el Gobierno de Ricardo Lagos sería designado intendente de la principal región minera de Chile, la de Antofagasta (2000). Se le evaluó en el Gobierno como uno de los mejores intendentes, por lo que se le encargó en el año 2002 el Ministerio de Minería, ahora de forma independiente, estando antes bajo el mando del triministro Jorge Rodríguez Grossi (junto con Economía y Energía).
Los hechos más importantes de su administración fueron la aprobación de un proyecto de impuesto específico (después de un fracaso inicial en la forma de royalty) y una mayor recaudación por el cobre, producto de un precio que llegó a niveles históricos.
Mientras fue ministro, delegó sus actividades personales en su hermano José Pablo. Tras su salida, juntos operaron minas de menor tamaño de cobre y oro en la Región de Coquimbo. El ex secretario de Estado también tenía un negocio agrícola, produciendo arándanos azules y cerezas en Chillán para exportarlos a China y Estados Unidos, respectivamente.